# Parteilose Regierung
Unter parteilose Regierung, auch parteifreie Regierung, versteht man in demokratischen Systemen eine Regierung, deren Regierungschef, teils aber auch das gesamte Kabinett, parteilos ist. Ebenso kann es sich dabei um Regierungen handeln, deren Mitglieder aus Beamten (Beamtenregierung) und/oder Personen mit besonderer Erfahrung in ihrem Fachgebiet (Expertenregierung) bestehen.

## Funktion einer Regierung ohne Parteipolitik
Der Regierungschef kann aus der Beamtenschaft kommen (Beamtenregierung), aber auch Diplomat, Jurist oder eine Person etwa der Wirtschaft, Technik und Wissenschaft, dann Technokratie genannt, sein. Typisch sind solche Regierungen für Zeiten innenpolitischer Spannungen oder staatsrechtlicher Übergangsphasen.
Es handelt sich meist um „Einigkeitsregierungen“ (Konsensregierungen, überparteiliche Regierungen) beziehungsweise Übergangsregierungen. Gebildet werden solche Regierungen etwa, wenn nach einer demokratischen Wahl eine Pattsituation entsteht und die Parteien sich auf einen neutralen Kandidaten einigen, oder wenn sonst keine Regierungsbildung zustande kommt, beispielsweise nach mehrfach gescheiterten Regierungsverhandlungen, und das Staatsoberhaupt keinen Vertreter der Wahlsieger bestimmt. Auch, wenn parteipolitische Auseinandersetzungen zu innenpolitischen Krisen führen, werden parteilose Regierungen installiert. Ähnliches findet sich in Zeiten einer Staatswerdung, wenn die parteilichen Angelegenheiten der gemeinsamen Konsolidierung des Staates noch hintangestellt werden.
Umgekehrt findet sich in der Zeit des beginnenden Parlamentarismus auch das Gegenteil, dass sich ein Monarch über die bürgerlichen Anliegen hinwegsetzt und eine Regierung seines Vertrauens etwa aus der Beamtenschaft zusammenstellt (Etatismus). Sonderfälle der parteilosen Regierungen sind auch die Militärregierungen, die sich ebenfalls abseits der demokratischen Machtverteilung konstituieren.
Von verschiedenen Theoretikern der Politik wurde das Modell der parteifreien Regierung auch als Staatsmodell angedacht, so Bolingbrokes Idee der Country Party, einer landesweiten Partei, im 18. Jahrhundert.

## Beispiele für parteifreie Regierungen

### Italien
Italien befand sich 1993 mitten im Mani-Pulite-Skandal und war von einer schweren Staatskrise betroffen, die etablierten Parteien weitgehend zerfallen. Staatspräsident Oscar Luigi Scalfaro berief den damaligen Gouverneur der italienischen Zentralbank, Carlo Ciampi, auf den Posten des Ministerpräsidenten und beauftragte ihn mit der Regierungsbildung. Das Kabinett wurde primär aus Fachkräften zusammengestellt. Ciampi trat allerdings ein Jahr später wieder zurück, nachdem Silvio Berlusconi die vorgezogenen Neuwahlen gewonnen hatte. In Italien werden solche Regierungen governo tecnico („technische Regierung“) genannt; auch die Kabinette Lamberto Dini von 1996 (nach Berlusconis erstem Fall) und Mario Monti von 2011 waren solcher Art.
Ausführlich auch: Geschichte Italiens: Zerfall der etablierten Parteien (ab 1992), Privatisierungen (ab 1990) und Kabinett Monti

### Tschechien
Tschechien hat bereits mehrmals parteifreie Regierungen erlebt: Nach dem Rücktritt von Václav Klaus leitete der Gouverneur der Tschechischen Staatsbank, Josef Tošovský, von Januar bis Juli 1998 eine Übergangsregierung. Jan Fischer, Leiter des Tschechischen Statistischen Amtes, stand nach dem Sturz der Regierung Topolánek II von Mai 2009 bis Juli 2010 einer überparteilichen Regierung vor. Nach Rücktritt von Ministerpräsident Petr Nečas am 17. Juni 2013 ernannte Staatspräsident Miloš Zeman ebenfalls eine parteifreie Regierung unter Jiří Rusnok.

### Griechenland
In der griechischen Finanzkrise 2011 wurde mit Loukas Papadimos, dem ehemaligen Vizepräsidenten der Europäischen Zentralbank, nach dem Rücktritt von Giorgos Andrea Papandreou im November 2011 ein parteiloser Regierungschef einer Übergangsregierung ernannt, die bis zu den vorgezogenen Neuwahlen 2012 amtierte. Das Kabinett sollte abseits des Wahlkampfes die Entschuldungsmaßnahmen aufrechterhalten.

### Österreich
In der Frühphase der Ersten Republik Österreich wurden mit Johann Schober, dem Leiter der Bundespolizeidirektion Wien, 1921–1922 und 1922 zwei Beamtenregierungen errichtet. Eine dritte Bundesregierung Schober amtierte 1929–1930, auf dem Weg in die Bürgerkriegswirren der Kämpfe zwischen Schutzbund und Heimwehr und dem Austrofaschismus.
1945, nach Ende des Krieges und noch vor den ersten demokratischen Wahlen, amtierten in Österreich auf Bundes- wie Landesebene provisorische Regierungen, teils im Sinne einer Konzentrationsregierung mit allen Parteien (SPÖ, ÖVP, KPÖ), teils als reine Beamtenregierungen (so Eigl, Verwaltungsjurist, in Oberösterreich).
2019 wurde in Österreich mit der Bundesregierung Bierlein eine Beamtenregierung eingesetzt, nachdem der Nationalrat der Bundesregierung Kurz I infolge des Ibiza-Skandals das Misstrauen ausgesprochen hatte. Bundespräsident Alexander Van der Bellen hatte daraufhin die Präsidentin des Verfassungsgerichtshofes, Brigitte Bierlein, mit der Bildung einer Regierung aus Spitzenbeamten beauftragt, die bis zur Bildung einer neuen Regierung nach der vorgezogenen Nationalratswahl die Amtsgeschäfte führte.

### Deutschland
In der Weimarer Republik, nach Rücktritt Joseph Wirths, bildete Wilhelm Cuno, Direktor der HAPAG, 1922–1923 ein von einer parlamentarischen Minderheit gestütztes „Kabinett der Wirtschaft“.

### Ungarn
In der Ungarischen Krise 1905 setzte Franz Josef I. nach der Wahlniederlage der liberalen und monarchie-loyalen Kräfte eine Regierung unter General Géza Fejérváry ein. Von der Opposition als „Gendarmenregierung“ angeprangert, kam es zu Ausschreitungen und Streiks, bis auf Betreiben von Innenminister Jósef Kristóffy April 1906 mit dem Liberalen Sándor Wekerle, der schon 1892–1895 Ministerpräsident gewesen war, eine demokratisch legitimierte Konsensregierung gefunden wurde. Anschließend bildete auch Max Wladimir von Beck, Jurist und Politikberater, im österreichischen Landesteil ein formloses Kabinett deutscher, tschechischer und polnischer Abgeordneter abseits der Wahlergebnisse, das er „Ausgleichskonferenz in Permanenz“ nannte. 1906 wurde dann auch in ganz Österreich-Ungarn das allgemeine gleiche Wahlrecht (aber nur für Männer) eingeführt.